# Ощима
О̀щима (произношение в местния говор Ошчима, на гръцки: Τρίγωνο, Тригоно, катаревуса: Τρίγωνον, Тригонон, до 1927 година Όστιμα, Остима) е село в Република Гърция, в дем Преспа, област Западна Македония.

## География
Селото е разположено в областта Кореща (Корестия) на 32 километра югозападно от град Лерин (Флорина) и на 36 километра северно от Костур (Кастория) на брега на Рулската река, ляв приток на Бистрица (Алиакмонас). При Ощима от главния път Лерин – Костур се отклонява пътят за Преспанско. Селото е на 1020 метра надморска височина между планините Бигла на север, планината Гомнуш на изток и планините Локма и Боданца на запад. На север землището на Ощима граничи с Желево (Андартико) и Писодер (Писодери), на изток с Търсие (Тривуно) и Статица (Мелас), на запад с Бесвина (Сфика), а на юг с Търнава (Прасино).

## История

### В Османската империя
В XV век в Ощима са отбелязани поименно 42 глави на домакинства. В края на XIX век Ощима е българско село в Костурска каза на Османската империя. Александър Синве ("Les Grecs de l’Empire Ottoman. Etude Statistique et Ethnographique"), който се основава на гръцки данни, в 1878 година пише, че в Астима (Astima) живеят 600 гърци. В „Етнография на вилаетите Адрианопол, Монастир и Салоника“, издадена в Константинопол в 1878 година и отразяваща статистиката на населението от 1873 г., Ощина (Oschtina) е показано като село с 50 домакинства и 140 жители българи.
Според статистиката на Васил Кънчов („Македония. Етнография и статистика“) в 1900 Ошчима има 384 жители българи.
На Етнографската карта на Битолския вилает на Картографския институт в София от 1901 година Ощима е чисто българско село в Костурската каза на Корчанския санджак със 70 къщи.
В началото на XX век почти цялото население на Ощима е под върховенството на Цариградската патриаршия. По гръцки сведения в селото има 60 патриаршистки семейства и само пет екзархийски. След Илинденското въстание в началото на 1904 година селото минава под върховенството на Българската екзархия. По данни на секретаря на екзархията Димитър Мишев („La Macédoine et sa Population Chrétienne“) в 1905 година в Ощима има 560 българи екзархисти и работи българско училище. На 17 (30) септември 1904 година край Ощима е първият сблъсък между ВМОРО и новопоявилата се гръцка въоръжена пропаганда в Костурско – няколкочасово сражение между четите на Митре Влаха и Евтимиос Каудис, прекратено след поява на османски войски.
На 3 юни 1907 година селото е нападнато от андартска чета, която според данни на българския търговски агент в Битоля убива свещеника Георги Лазаров (прободен с щикове), както и местните жители: Яни Наумов (20-годишен, преди да го убият му извадили очите), Наум Прескаков (70-годишен), Георги Бендеров (70-годишен) и Котевица Жигерова (35-годишна). Къщата на българския свещеник е запалена, много други са разграбени, откраднат е добитък.
Църквите в селото са „Свети Йоан“ (XV век) и „Свети Никола“ (1867) с камбанария от 1911 година.
Според Георги Константинов Бистрицки Ощима преди Балканската война има 80 български къщи.
По време на Балканската война един човек от Ощима се включва като доброволец в Македоно-одринското опълчение.
На етническата карта на Костурското братство в София от 1940 година, към 1912 година Ощима е обозначено като българско селище.
През 1907 година емигранти от селото основават Благотворителното дружество „Ощима“ в Торонто, Канада (на английски: Benefit Society Oshchima).

### В Гърция
През войната селото е окупирано от гръцки части и остава в Гърция след Междусъюзническата война. В 1921 година е построена църквата „Свети Илия“ в местността Осой. Боривое Милоевич пише в 1921 година („Южна Македония“), че Ощима (Оштима) има 60 къщи славяни християни. В 1927 година селото е прекръстено на Тригонон.
След разгрома на Гърция от Нацистка Германия през април 1941 година в селото е установена българска общинска власт. В общинския съвет влизат Анто Мойсов, Стоян Гювев, Танас Динев, Кръстю Боглев, Димитри Попов, Сотир Новаков, Михаил Гювев, Борис Джигеров, Яне Аргиров, Стойче Янкулов.
През март 1946 година съдът в Лерин съди 35 души от Ощима за участие в българската паравоенна организация Охрана.
Преброявания
- 2001 – 30 жители
- 2011 – 29 жители

## Личности
Родени в Ощима
- Божин Темов (1887 – 1952), деец на ВМОРО и на Благотворителното дружество „Ощима“, Канада
- Васили Рамов (Βασίλειος Ράμος), гъркомански андарт[22]
- Георги Наумов (1859 – 25.06.1913 г.), македоно-одрински опълченец, 1 рота на 6 охридска дружина,[23] загинал край връх Повиен
- Димитър Топурковски (1911 – 1981), югославски партизанин и деец на НОВМ
- Лазар Райков (? – 1949), гръцки комунист, израства в бедно семейство; по време на германската окупация става член на ЕПОН и служи като куриер; след Споразумението от Варкиза е представител на ЕПОН за родното си село; през април 1946 година се включва в редиците на ДАГ; взима участие в операции в отбраната на Епир, Одре, Грамос и Вич; на два пъти е раняван; заради показана смелост и военен талант е изпратен на обучение в офицерската школа на ДАГ; загива на 12 февруари 1949 година заедно с баща си и брат си на Бигла[24]
- Насто Джигеров (1879 – 1975), български революционер и емигрантски деец
- Ристо Стефов (Крис Стефу, р. 1953), историк – македонист
- Спиро Василев Тупурковски (Spiro Basil Tupurkovski), канадски бизнесмен, активист на Обединени македонци

Български общински съвет в Ощима в 1941 година
- Анто Мойсов
- Стоян Гювев
- Танас Динев
- Кръстю Боглев
- Димитри Попов
- Сотир Новаков
- Михаил Гювев
- Стоян Тафилов
- Илия Пирганов
- Борис Недялков<[20]

Починали в Ощима
- Димитър Далипо (Димитрис Далипис) (? – 1906), гръцки андартски капитан
- Павел Киров (Павлос Киру) (? – 1906), гръцки андартски капитан

Свързани с Ощима
- Алекс Джигеров (1931 – 2016), канадски общественик
- Васил Тупурковски (р. 1951), виден политик от Северна Македония и деец на егейската емиграция, по произход от Ощима, син на Димитър Топурковски